# استایلز پی
دیوید استایلز (به انگلیسی: David Styles) (متولد ۲۸ نوامبر ۱۹۷۴)، که بیشتر با نام هنری خود، استایلز پی (به انگلیسی: Styles P) یا به سادگی استایلز (به انگلیسی: Styles) شناخته شده‌است، یک خواننده رپ آمریکایی، و بهترین عضو گروه د لاکس است که به همراه دوستان دوران کودکی‌اش یعنی شیک لوچ و جاداکیس در آن فعالیت می‌کند. او به همراه اعضای دیگر دلاکس، بنیانگذار D-Block Records است و همچنین بخشی از لیبل Ruff Ryders است. وی علاوه بر کار گروهی خود، چندین آلبوم و میکس تیپ به عنوان رپر انفرادی منتشر کرده‌است. در سال ۲۰۰۲ اولین آلبوم انفرادی خود را با نام A Gangster and a Gentleman منتشر کرد که حاوی آهنگ موفق " Good Times " بود. این آهنگ در رتبه ۲۲ ۱۰۰ تک‌آهنگ داغ بیلبورد آمریکا قرار گرفت و در سال ۲۰۰۲ با پخش گسترده تلویزیونی روبرو شد.

## اوایل زندگی
دیوید استایلز در ۲۸ نوامبر ۱۹۷۴ در کرونا، کوئینز از مادری اهل آفریقای جنوبی و پدری جامائیکایی از بید-استوی متولد شد. پس از طلاق والدینش، استایلز و برادر کوچکترش گری به همراه مادرشان به یونکرز نقل مکان کردند. در آنجا بود که او با دوستانش جاداکیس و شیک لوچ ملاقات کرد. این سه نفر بر سر اشتیاق مشترکشان به هیپ هاپ پیوند داشتند و سرانجام گروهی را به نام د لاکس در سال ۱۹۹۴ تشکیل دادند.

## حرفه موسیقی

### ۱۹۹۴–۲۰۰۰: د لاکس

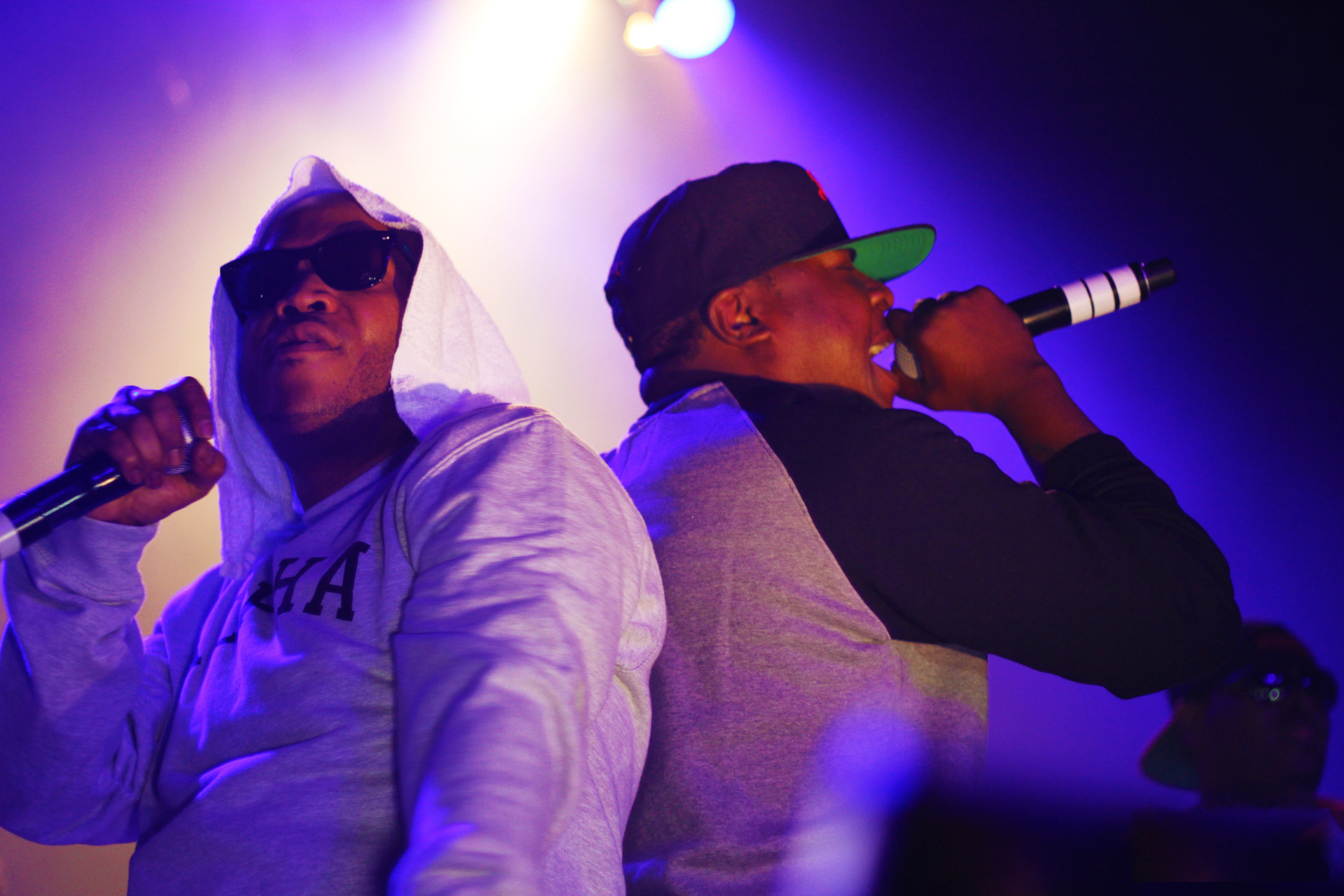
اجرای استایلز پی (چپ) با جاداکیس

گروه د لاکس به عنوان یک گروه سه نفره، رپ را در اواسط دهه ۱۹۹۰ شروع کردند و به لطف اجراها و سبک های آزاد خیابانی خود، شروع به ایجاد پیروان زیرزمینی خود کرده و خود را ثابت کردند. در اواخر نوجوانی، این سه نفر با مری جی بلیج ملاقات کردند که تحت تأثیر محتوای غزلیات آنها قرار گرفت وسپس او  دموی کارشان را به شان "دیدی" کامبز داد.